# Корнелијано Бертарио (Милано)
Корнелијано Бертарио је насеље у Италији у округу Милано, региону Ломбардија.
Према процени из 2011. у насељу је живело 489 становника. Насеље се налази на надморској висини од 104 м.